# Campeonato Alemão de Xadrez
O Campeonato Alemão de xadrez tem sido disputado desde 1861, por diferentes entidades e a partir de 1991 de modo unificado. Antes de 1880 três diferentes federações organizavam as atividades de xadrez na Alemanha: a Westdeutscher Schachbund (WDSB), a Norddeutscher Schachbund (NDSB) e a Mitteldeutscher Schachbund (MDSB). Cada organização tinha seu campeonato e em 1880 uma federação nacional, a Deutscher Schachbund foi fundada e a partir desta data até 1943 um só torneio foi disputado. Começando em 1933, o Terceiro Reich tomou o controle de todas as atividades sociais e até 1943 todos so campeonatos foram organizados pela Groβdeutscher Schachbund. Após o término da Segunda Guerra, dois campeonatos em separado foram realizados nas zonas ocupadas de 1950 até 1989. Após a reunificação da Alemanha, um único torneio voltou a ser disputado.

## Campeonatos de 1861-1932
| #  | Ano  | Cidade       | Vencedor                |
| -- | ---- | ------------ | ----------------------- |
| 1  | 1861 | Düsseldorf   | no masters participated |
| 2  | 1862 | Düsseldorf   | Max Lange               |
| 3  | 1863 | Düsseldorf   | Max Lange               |
| 4  | 1864 | Düsseldorf   | Max Lange               |
| 5  | 1865 | Elberfeld    | Gustav Neumann          |
| 6  | 1867 | Cologne      | Wilfried Paulsen        |
| 7  | 1868 | Aachen       | Max Lange               |
| 8  | 1869 | Barmen       | Adolf Anderssen         |
| 9  | 1871 | Krefeld      | Louis Paulsen           |
| 10 | 1876 | Düsseldorf   | Wilfried Paulsen        |
| 11 | 1877 | Cologne      | Johannes Zukertort      |
| 12 | 1878 | Frankfurt    | Louis Paulsen           |
| 13 | 1880 | Braunschweig | Louis Paulsen           |

| # | Ano  | Cidade  | Vencedor        |
| - | ---- | ------- | --------------- |
| 1 | 1871 | Leipzig | Adolf Anderssen |
| 2 | 1876 | Leipzig | Adolf Anderssen |
| 3 | 1877 | Leipzig | Louis Paulsen   |

| # | Ano  | Cidade   | Vencedor        |
| - | ---- | -------- | --------------- |
| 1 | 1868 | Hamburgo | Max Lange       |
| 2 | 1869 | Hamburgo | Adolf Anderssen |
| 3 | 1872 | Altona   | Adolf Anderssen |

### Congressos Alemães de 1879-1932

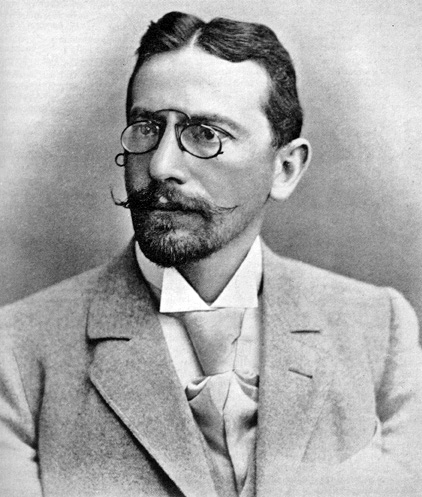
Siegbert Tarrasch

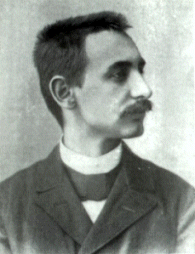
Carl Schlechter

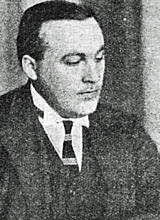
Efim Bogoljubow

| #  | Ano  | Cidade         | Vencedor                                             |
| -- | ---- | -------------- | ---------------------------------------------------- |
| 1  | 1879 | Leipzig        | Berthold Englisch                                    |
| 2  | 1881 | Berlin         | Joseph Henry Blackburne                              |
| 3  | 1883 | Nuremberg      | Simon Winawer                                        |
| 4  | 1885 | Hamburg        | Isidor Gunsberg                                      |
| 5  | 1887 | Frankfurt      | George Henry Mackenzie                               |
| 6  | 1889 | Breslau        | Siegbert Tarrasch                                    |
| 7  | 1892 | Dresden        | Siegbert Tarrasch                                    |
| 8  | 1893 | Kiel           | Carl Walbrodt Curt von Bardeleben                    |
| 9  | 1894 | Leipzig        | Siegbert Tarrasch                                    |
| 10 | 1896 | Eisenach       | Robert Henry Barnes                                  |
| 11 | 1898 | Cologne        | Amos Burn                                            |
| 12 | 1900 | Munique        | Géza Maróczy Harry Nelson Pillsbury Carl Schlechter  |
| 13 | 1902 | Hanôver        | Dawid Janowski                                       |
| 14 | 1904 | Coburg         | Curt von Bardeleben Carl Schlechter Rudolf Swiderski |
| 15 | 1906 | Nuremberg      | Frank James Marshall                                 |
| 16 | 1908 | Düsseldorf     | Frank James Marshall                                 |
| 17 | 1910 | Hamburg        | Carl Schlechter                                      |
| 18 | 1912 | Breslau        | Oldřich Duras Akiba Rubinstein                       |
| 19 | 1914 | Mannheim       | Alexander Alekhine                                   |
| 20 | 1920 | Berlin         | Friedrich Sämisch                                    |
| 21 | 1921 | Hamburg        | Ehrhardt Post                                        |
| 22 | 1922 | Bad Oeynhausen | Ehrhardt Post                                        |
| 23 | 1923 | Frankfurt      | Ernst Grünfeld                                       |
| 24 | 1925 | Breslau        | Efim Bogoljubow                                      |
| 25 | 1927 | Magdeburg      | Rudolf Spielmann                                     |
| 26 | 1929 | Duisburg       | Carl Ahues                                           |
| 27 | 1931 | Swinemünde     | Efim Bogoljubow Ludwig Rödl                          |
| 28 | 1932 | Bad Ems        | Georg Kieninger                                      |

## Campeonatos Alemães de 1933-1949
| #  | Year | City           | Winner                         |
| -- | ---- | -------------- | ------------------------------ |
| 1  | 1933 | Bad Pyrmont    | Efim Bogoljubow                |
| 2  | 1934 | Bad Aachen     | Carl Carls                     |
| 3  | 1935 | Bad Aachen     | Kurt Richter                   |
| 4  | 1937 | Bad Oeynhausen | Georg Kieninger                |
| 5  | 1938 | Bad Oeynhausen | Erich Eliskases                |
| 6  | 1939 | Bad Oeynhausen | Erich Eliskases                |
| 7  | 1940 | Bad Oeynhausen | Georg Kieninger                |
| 8  | 1941 | Bad Oeynhausen | Paul Felix Schmidt Klaus Junge |
| 9  | 1942 | Bad Oeynhausen | Ludwig Rellstab                |
| 10 | 1943 | Viena          | Josef Lokvenc                  |

| # | Ano  | Cidade      | Vencedor          |
| - | ---- | ----------- | ----------------- |
| 1 | 1947 | Weidenau    | Georg Kieninger   |
| 2 | 1948 | Essen       | Wolfgang Unzicker |
| 3 | 1949 | Bad Pyrmont | Efim Bogoljubow   |
| 4 | 1950 | Bad Pyrmont | Wolfgang Unzicker |
| 5 | 1951 | Düsseldorf  | Rudolf Teschner   |
| 6 | 1953 | Leipzig     | Wolfgang Unzicker |

| # | Ano  | Cidade              | Vencedor          |
| - | ---- | ------------------- | ----------------- |
| 1 | 1946 | Leipzig             | Berthold Koch     |
| 2 | 1947 | Weissenfels         | Lothar Schmid     |
| 3 | 1948 | Bad Doberan         | Rudolf Teschner   |
| 4 | 1949 | Bad Klosterlausnitz | Wolfgang Pietzsch |

## Campeonatos Alemães Orientais e Ocidentais
| #  | Ano  | Cidade            | Vencedor                                                        |
| -- | ---- | ----------------- | --------------------------------------------------------------- |
| 1  | 1953 | Berlin            | Wolfgang Unzicker                                               |
| 2  | 1955 | Frankfurt am Main | Klaus Darga                                                     |
| 3  | 1957 | Bad Neuenahr      | Paul Tröger                                                     |
| 4  | 1959 | Nuremberga        | Wolfgang Unzicker                                               |
| 5  | 1961 | Bad Pyrmont       | Klaus Darga                                                     |
| 6  | 1963 | Bad Pyrmont       | Wolfgang Unzicker                                               |
| 7  | 1965 | Bad Aibling       | Wolfgang Unzicker, Helmut Pfleger                               |
| 8  | 1967 | Kiel              | Robert Hübner, Hans Besser                                      |
| 9  | 1969 | Königsfeld        | Manfred Christoph                                               |
| 10 | 1970 | Völklingen        | Hans-Joachim Hecht                                              |
| 11 | 1971 | Berlin            | Svetozar Gligorić (international)                               |
| 12 | 1972 | Oberursel         | Hans Günther Kestler                                            |
| 13 | 1973 | Dortmund          | Hans-Joachim Hecht, Ulf Andersson Boris Spassky (international) |
| 14 | 1974 | Menden            | Peter Ostermeyer                                                |
| 15 | 1975 | Mannheim          | Walter Browne (international)                                   |
| 16 | 1976 | Bad Pyrmont       | Klaus Wockenfuss                                                |
| 17 | 1977 | Bad Lauterberg    | Anatoly Karpov (international)                                  |
| 18 | 1978 | Bad Neuenahr      | Ludek Pachman                                                   |
| 19 | 1979 | Munique           | Boris Spassky, Yuri Balashov Ulf Andersson (international)      |
| 20 | 1980 | Bad Neuenahr      | Eric Lobron                                                     |
| 21 | 1981 | Bochum            | Lubomir Kavalek (international)                                 |
| 22 | 1982 | Bad Neuenahr      | Manfred Glienke                                                 |
| 23 | 1983 | Hanôver           | Anatoly Karpov (international)                                  |
| 24 | 1984 | Bad Neuenahr      | Eric Lobron                                                     |
| 25 | 1987 | Bad Neuenahr      | Vlastimil Hort, Ralf Lau                                        |
| 26 | 1988 | Bad Lauterberg    | Bernd Schneider                                                 |
| 27 | 1989 | Bad Neuenahr      | Vlastimil Hort, Eckhart Schmittdiel                             |

| #  | Ano  | Cidade            | Vencedor                       |
| -- | ---- | ----------------- | ------------------------------ |
| 1  | 1950 | Sömmerda          | Rudolf Elstner                 |
| 2  | 1951 | Schwerin          | Georg Stein                    |
| 3  | 1952 | Binz              | Berthold Koch                  |
| 4  | 1953 | Jena              | Reinhart Fuchs                 |
| 5  | 1954 | Meerane           | Wolfgang Uhlmann               |
| 6  | 1955 | Zwickau           | Wolfgang Uhlmann               |
| 7  | 1956 | Leipzig           | Reinhart Fuchs                 |
| 8  | 1957 | Sömmerda          | Burkhard Malich                |
| 9  | 1958 | Schkopau          | Wolfgang Uhlmann               |
| 10 | 1959 | Leipzig           | Wolfgang Pietzsch              |
| 11 | 1961 | Premnitz          | Lothar Zinn                    |
| 12 | 1962 | Gera              | Wolfgang Pietzsch              |
| 13 | 1963 | Aschersleben      | Günther Möhring                |
| 14 | 1964 | Magdeburg         | Wolfgang Uhlmann               |
| 15 | 1965 | Annaberg-Buchholz | Lothar Zinn                    |
| 16 | 1967 | Colditz           | Wolfgang Pietzsch              |
| 17 | 1968 | Weimar            | Wolfgang Uhlmann               |
| 18 | 1969 | Schwerin          | Lutz Espig                     |
| 19 | 1970 | Freiberg          | Friedrich Baumbach             |
| 20 | 1971 | Strausberg        | Lutz Espig                     |
| 21 | 1972 | Görlitz           | Manfred Schöneberg             |
| 22 | 1973 | Erfurt            | Burkhard Malich                |
| 23 | 1974 | Potsdam           | Rainer Knaak                   |
| 24 | 1975 | Stralsund         | Wolfgang Uhlmann, Rainer Knaak |
| 25 | 1976 | Gröditz           | Wolfgang Uhlmann               |
| 26 | 1977 | Frankfurt/Oder    | Lothar Vogt                    |
| 27 | 1978 | Eggesin           | Rainer Knaak                   |
| 28 | 1979 | Suhl              | Lothar Vogt                    |
| 29 | 1980 | Plauen            | Hans-Ulrich Grünberg           |
| 30 | 1981 | Fürstenwalde      | Wolfgang Uhlmann               |
| 31 | 1982 | Salzwedel         | Rainer Knaak                   |
| 32 | 1983 | Cottbus           | Rainer Knaak, Wolfgang Uhlmann |
| 33 | 1984 | Eilenburg         | Rainer Knaak                   |
| 34 | 1985 | Jüterbog          | Wolfgang Uhlmann               |
| 35 | 1986 | Nordhausen        | Wolfgang Uhlmann               |
| 36 | 1987 | Glauchau          | Raj Tischbierek                |
| 37 | 1988 | Stralsund         | Lutz Espig, Thomas Pähtz       |
| 38 | 1989 | Zittau            | Hans-Ulrich Grünberg           |
| 39 | 1990 | Bad Blankenburg   | Raj Tischbierek, Thomas Pähtz  |

## Campeonatos Alemães desde 1991

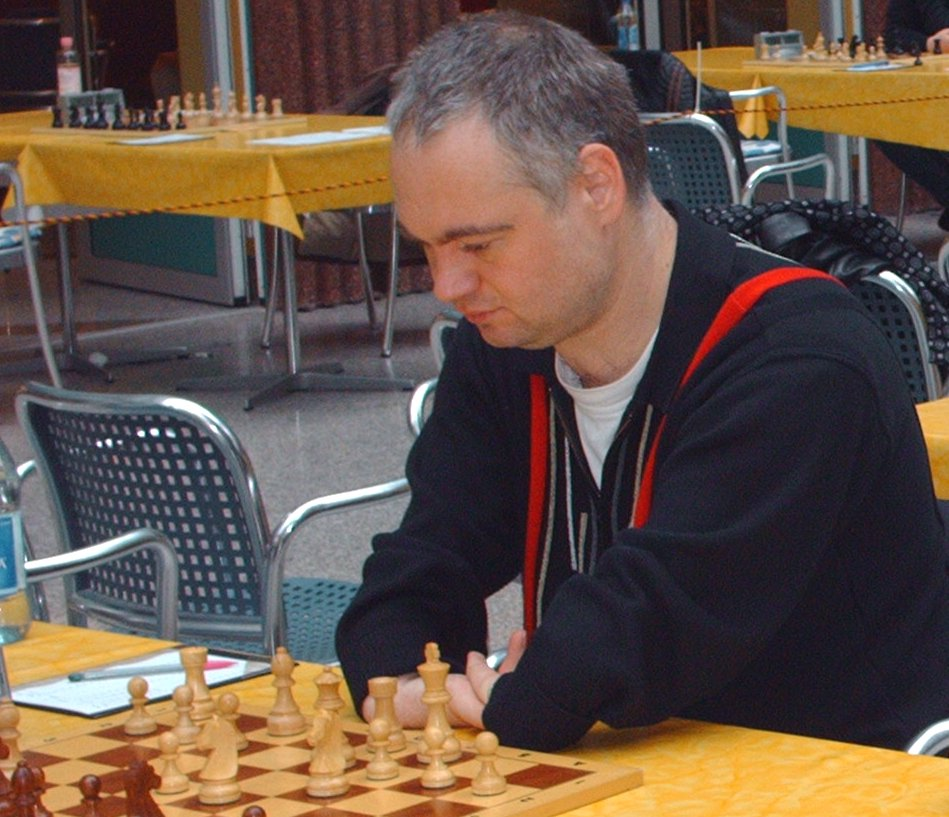
Thomas Luther

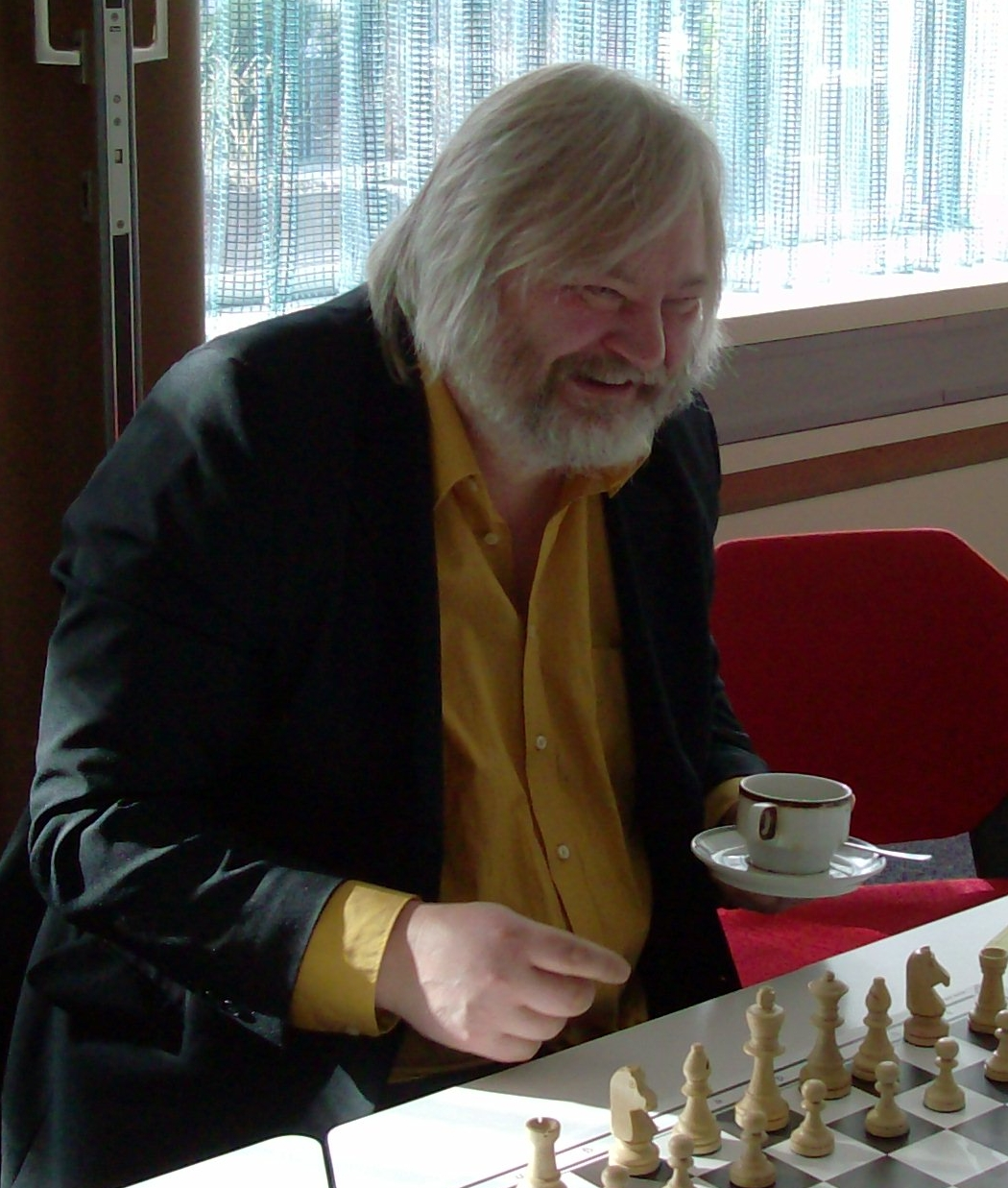
Artur Jussupow

| #  | Ano  | Cidade              | Vencedor                      |
| -- | ---- | ------------------- | ----------------------------- |
| 1  | 1991 | Bad Neuenahr        | Vlastimil Hort                |
| 2  | 1993 | Bad Wildbad         | Thomas Luther, Thomas Pähtz   |
| 3  | 1994 | Binz                | Peter Enders                  |
| 4  | 1995 | Binz                | Christopher Lutz              |
| 5  | 1996 | Dudweiler           | Matthias Wahls                |
| 6  | 1996 | Nussloch            | Rustem Dautov, Artur Jussupow |
| 7  | 1997 | Gladenbach          | Matthias Wahls                |
| 8  | 1998 | Bremen              | Jörg Hickl                    |
| 9  | 1999 | Altenkirchen        | Robert Hübner                 |
| 10 | 2000 | Heringsdorf         | Robert Rabiega                |
| 11 | 2001 | Altenkirchen        | Christopher Lutz              |
| 12 | 2002 | Saarbrücken         | Thomas Luther                 |
| 13 | 2004 | Höckendorf          | Alexander Graf                |
| 14 | 2005 | Altenkirchen        | Artur Jussupow                |
| 15 | 2006 | Osterburg           | Thomas Luther                 |
| 16 | 2007 | Bad Königshofen     | Arkadij Naiditsch             |
| 17 | 2008 | Bad Wörishofen      | Daniel Fridman                |
| 18 | 2009 | Saarbrücken         | Arik Braun                    |
| 19 | 2010 | Bad Liebenzell      | Niclas Huschenbeth            |
| 20 | 2011 | Bonn                | Igor Khenkin                  |
| 21 | 2012 | Osterburg           | Daniel Fridman                |
| 22 | 2013 | Saarbrücken         | Klaus Bischoff                |
| 23 | 2014 | Verden an der Aller | Daniel Fridman                |
| 24 | 2015 | Saarbrücken         | Klaus Bischoff                |
| 25 | 2016 | Lübeck              | Sergey Kalinitschew           |
| 26 | 2017 | Apolda              | Liviu-Dieter Nisipeanu        |
| 27 | 2018 | Dresden             | Rainer Buhmann                |
| 28 | 2019 | Magdeburg           | Niclas Huschenbeth            |
| 29 | 2020 | Magdeburg           | Mathias BlÜbaum               |
| 30 | 2021 | Magdeburg           | Jonas Rosner                  |
| 31 | 2022 | Magdeburg           | Leonardo Costa                |
| 32 | 2023 | Ostfildem           | Vitaly Kunin                  |
| 33 | 2024 | Ostfildem           | Dmitrij Kollars               |

## Feminino

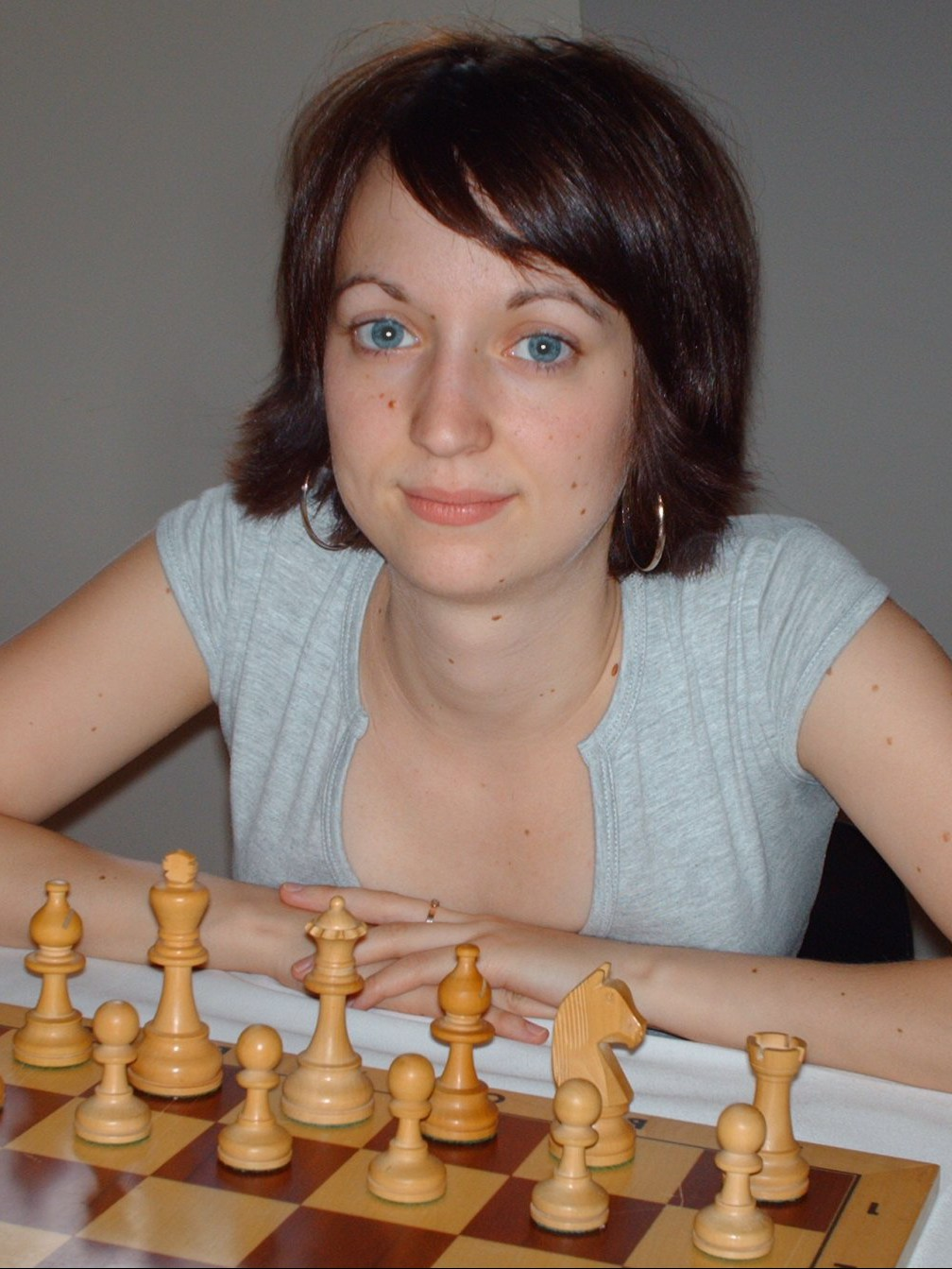
Elisabeth Pähtz

| Ano  | Cidade          | Vencedor                 |
| ---- | --------------- | ------------------------ |
| 1993 | Bad Mergentheim | Marina Olbrich           |
| 1994 | Rinteln         | Isabel Delemarre         |
| 1995 | Krefeld         | Ekaterina Borulya        |
| 1999 | Chemnitz        | Elisabeth Pähtz          |
| 2001 | Krefeld         | Jessica Schmidt          |
| 2003 | Altenkirchen    | Annemarie Sylvia Meier   |
| 2007 | Osterburg       | Luba Kopylov             |
| 2008 | Kehl            | Antje Fuchs              |
| 2009 | Hockenheim      | Polina Zilberman         |
| 2011 | Bonn            | Sarah Hoolt              |
| 2013 | Bad Wiessee     | Hanna Marie Klek         |
| 2015 | Bad Wiessee     | Zoya Schleining          |
| 2017 | Bad Wiessee     | Jana Schneider           |
| 2019 | Magdeburg       | Marta Michna             |
| 2020 | Magdeburg       | Carmen Voicu-jagodzinsky |
| 2021 | Magdeburg       | Elena Köpke              |
| 2022 | Magdeburg       | Lara Schülze             |
| 2023 | Ostfildem       | Kateryna Dolzhykova      |
| 2024 | Ostfildem       | Fiona Sieber             |

## Campeões alemães de xadrez por correspondência
Em 1946 foi fundado o BdF (Bund deutscher Fernschachfreunde) , que é responsável pela organização dos campeonatos nacionais desta modalidade. Em 1956, foi criada a DDR-Fernschach, que ficaría encarregada de organizar os campeonatos da Alemanha Oriental, enquanto a BdF continuaría comos da Alemanha Occidental ate 1991, quando foram unificados sob o nome Deutscher Fernschachbund (BdF).
1. Lothar Schmid (1950-1952)
2. Hermann Heemsoth (1952-1954)
3. Horst Rittner (1954-1956)
4. Joachim Hübener (1957-1958)
5. Berthold Koch (1958-1959)
6. Helmuth Schönherr (1959-1961)
7. Wilhelm Mains (1962-1963)
8. Gerhard Flum (1963-1965)
9. Leo Flatau (1966-1967)
10. Hermann Heemsoth (1968-1969)
11. Horst Tiemeyer  (1970-1971)
12. Adolf Schmaus (1971-1973)
13. Heinz Dünhaupt (1973-1976)
14. Werner Metz (1975-1977)
15. Karl Maeder (1977-1979)
16. Klaus Ahlers (1980-1981)
17. Manfred Kern (1982-1983)
18. Herman Skarke (1984-1985)
19. Manfred Nimtz (1985-1987)
20. Bernd Leiber (1988-1989)
21. Thomas Rupp (1990-1991)
22. Claus Sprengelmeier (1992-1996)
23. Peter Hertel (1994-1996)
24. Marco Hüls (1994-1996)
25. Dieter Reppmann (1995-1997)
26. Alexander Baldus (1996-1998)
27. Christian Graf (1997-1999)
28. Peter Ellinger (1998-2000)
29. Andreas Wissermann (1999-2001)
30. Frank Gerhardt (2000-2002)
31. Maximilian Voss (2001-2002)
32. Kurt Neumann (2002-2003)
33. Frau Daniela Geldner (2003-2005)
34. Gerhard Müller (2004-2006)  [2]
35. Wolfgang Mehlhorn (2004-2007)  [3]
36. Michael Rümmele (2005-2007)  [4]
37. Erwin Thiering (2007-2008)  [5]
38. Uwe Mehlhorn (2008-2009)  [6]
39. Frank Raupach (2009-2010)  [7]
40. Herbert Adelseck (2010-2011)  [8]
41. Adrian Schilcher (2011-2012)  [9]
42. Rudolf Wolfrum (2012-2013)  [10]
43. Thomas Lins (2012-2013)  [11]
44. Dirk Kruschinski (2013-2015)  [12]
45. Ronald Hanel (2015-2016)  [13]
46. Hermann Hartl (2016-2017)  [14]
47. Uwe Mehlhorn (2017-2018)  [15]
48. Roland Even (2018-2019)  [16]
49. Roland Even (2019-2020)  [17]
50. Roland del Rio (2020-2021)  [18]
51. Michael Tornow (2021-2022)  [19]
52. Stefan Bissmann-Harald Doderer-Wolfgang Köstner (2022-2023)  [20]

DDR-Fernschach
1. Wolf Danneberg (1956-1958)
2. Rolf Schlieder (1960-1963)
3. Gerhard Richter (1962-1965)
4. Hubert Meier (1966-1967)
5. Hubert Meier (1068-1970)
6. Jürgen Stabenow (1971-1972)
7. Heinz Reschke (1973-1974)
8. Uwe Bade (1975-1976)
9. Uwe Bade (1977-1979)
10. Wolfgang Drescher (1980-1982)
11. Werner Schlachelka (1983-1984)
12. Karl Heinz Neumann (1985-1986)
13. René Wendt (1986-1987)
14. Raj Tischbierek (1988-1990)
15. gert Grämer (1990-1991)